# Diploicia
Diploicia is een geslacht van korstmossen behorend tot de familie Caliciaceae. De typesoort is Diploicia canescens.

## Soorten
Volgens Index Fungorum telt het geslacht 18 soorten (peildatum december 2022):
| Soortnaam                        | Auteur(s)                              | Publicatiejaar |
| -------------------------------- | -------------------------------------- | -------------- |
| Diploicia actinobola             | (Darb.) C.W. Dodge                     | 1973           |
| Diploicia africana               | (Tuck.) Matzer, H. Mayrhofer & Rambold | 1997           |
| Diploicia canescens (Kauwgommos) | (Dicks.) A. Massal.                    | 1852           |
| Diploicia capensis               | (Taylor) C.W. Dodge                    | 1971           |
| Diploicia endopyxinea            | (Müll. Arg.) Kalb, Elix & Bungartz     | 2016           |
| Diploicia glebosa                | (Tuck.) Bungartz, Elix & Kalb          | 2016           |
| Diploicia huei                   | (C.W. Dodge) C.W. Dodge                | 1973           |
| Diploicia leproidica             | Bungartz & Elix                        | 2016           |
| Diploicia llanoi                 | (C.W. Dodge) C.W. Dodge                | 1973           |
| Diploicia muscorum               | A. Massal.                             | 1852           |
| Diploicia neotropica             | Kalb, Elix & Bungartz                  | 2016           |
| Diploicia perkinsii              | C.W. Dodge                             | 1973           |
| Diploicia quaterna               | (Zahlbr.) C.W. Dodge                   | 1971           |
| Diploicia quercina               | (Darb.) C.W. Dodge                     | 1973           |
| Diploicia squamulosa             | Bungartz & Elix                        | 2016           |
| Diploicia stanleyi               | (Stein) C.W. Dodge                     | 1971           |
| Diploicia subcanescens           | (Werner) Hafellner & Poelt             | 1979           |
| Diploicia trevisanii             | (Hepp) A. Massal.                      | 1854           |